# Beswick, Greater Manchester
Beswick är en stadsdel i Manchester, i distriktet Manchester, i grevskapet Greater Manchester, i England. Beswick var en civil parish från 1858 till 1896 då den blev en del av North Manchester. Denna civil parish hade 9 691 invånare år 1891.